# Ascensore della Sanità
L'ascensore della Sanità è un sistema di trasporto verticale di Napoli che collega il ponte della Sanità con l'omonimo rione.

## Storia
Nel 1937 l'impianto venne collaudato e nel 1962 ci furono lavori di ammodernamento che portarono alla riapertura ufficiale al pubblico nello stesso anno. Tra il 1970 e il 1971 venne di nuovo riammodernato e venne riaperto il 4 giugno del 1971; dopo 30 anni, il 4 giugno 2001, venne di nuovo chiuso per scadenza di vita tecnica. In seguito l'ascensore è stato riaperto ed è tutt'oggi in attività.

## Descrizione
Il vano ascensori è in muratura, mentre le cabine sono in acciaio.
Al di sopra dell'uscita del ponte della Sanità è presente una lapide commemorativa in memoria di Maddalena Cerasuolo, detta Lenuccia, che impedì coraggiosamente la distruzione del ponte da parte dei militari tedeschi durante le Quattro giornate di Napoli. Per il suo eroico gesto, il 27 gennaio 2011 il ponte è stato intitolato alla sua memoria.

La lapide così recita:

## Dati tecnici
- Cabine: 2
- Portata: 650 kg
- Portata persone: 8
- Velocità: 1,75 m/s
- Fermate: 2 (ponte della Sanità e via Sanità)
- Corsa: 22 m
- Macchinario: ad argano
- Superficie cabina: 1,7 m²

## Orari di servizio
- Giorni feriali: dalle 7:00 alle 21:30
- Giorni festivi: dalle 7:30 alle 14:00

## Progetti per il futuro
Negli ultimi anni si sta valutando una proposta di Aldo Capasso, professore ordinario di tecnologie dell'architettura presso l'Università degli studi di Napoli Federico II, di costruire un ulteriore ascensore verso l'emiciclo di Capodimonte.
L'idea si compone di due ascensori di 2,1 m² con una capienza di 11 persone, per un peso di 850 kg e con un dislivello di circa 20 m, con sistema di sollevamento elettrico. Le torri sarebbero in acciaio tubolare con pareti in vetro.